# Maria Filopoulou
Maria Filopoulou (griechisch Μαρία Φιλοπούλου; * 1. Januar 1964 in Athen) ist eine griechische Künstlerin, deren Werke in mehreren Museen Griechenlands zu sehen sind und die weltweit ausgestellt wurde.

## Leben und Karriere
Maria Filopoulou wuchs in Athen auf und besuchte die griechisch-französische Privatschule der Ursulinen.
Von 1984 bis 1988 studierte sie Malerei an der École National Supérieure des Beaux-Arts bei Leonardo Cremonini. Durch ein Stipendium der französischen Regierung setzte sie dort von 1988 bis 1989 ihre Ausbildung mit dem Schwerpunkt Lithografie bei Abraham Hadad fort. Ihre erste Einzelausstellung gab sie 1990 in der Galerie Ora in Athen. Anschließend richtete sie sich ihr Atelier nahe dem Bahnhof Athen ein. Es folgten zahlreiche Einzelausstellungen unter anderem in London, Paris, New York, Peking, Melbourne und Istanbul. Wegen des für ihre Kunst wichtigen Lichts gab sie nach eigenen Angaben ihren Wohnort Paris auf und zog nach Griechenland zurück.
In einem Interview anlässlich ihrer Ausstellung „Instinct of Water“ in der Belgravia Gallery London betonte Maria Filopoulou, dass es in ihren Werken immer darum ginge, das Licht einzufangen und dass sie Räume mit einem starken Winkeln faszinieren würden. Im Laufe ihrer Arbeit habe sie hintereinander Himmelslicht, griechische Häuser sowie unter dem Wasser Schwimmende und Wasserfälle gemalt. Für sie seien antike Ruinen, wie man sie in Griechenland und in der Türkei im Meer finden kann, eine verlorene Welt („lost world“), die sie faszinierten. Durch ihre Bilder wolle sie ein Gefühl der Freiheit ausdrücken, deshalb seien die von ihr häufig gemalten Menschen im Wasser auch unbekleidet. Das Meer habe eine befreiende und beruhigende Wirkung auf sie. Ziel ihrer Bilder sei es, ein „glückliches Intermezzo“ darzustellen und „erlebte, persönliche Paradiese“ abzubilden.
Wie sie in der Kathimerini in einem Gespräch mit der Journalistin Margarita Pournara über ihre Ausstellung in Nafplio 2025 sagte, wünsche sie sich „dass Ausstellungsbesucher, die meine Malerei betrachten, die positive Energie erhalten, die ich bei dem Entstehungsprozess hineingesteckt habe.“ (θα ήθελα ο θεατής, όταν στέκεται απέναντι στη ζωγραφική μου, να μπορεί να πάρει όλη τη θετική ενέργεια που βαλα για να φτιάξω το έργο μου.)
Kyriakos Spirou schrieb 2016 auf yanzer.com, ihre Bilder seien „visuelle Umarmungen, die den Betrachter reinigen und an imaginäre Orte paradiesischer Ruhe versetzen sollen“. Mit den gemalten Orten verbinde sie außerdem stets eine persönliche Erfahrung. Der Kunsthistoriker Christoforos Marinos lobte in dem Katalogtext zu ihrer Ausstellung in der 16 Fokionos Negro Galerie ihr Können, das schwierige Sujet des Meeres überzeugend darzustellen. In ihrem Werk, so schrieb athinorama.com über Maria Filopoulou, ließen sich Anklänge an die französische Landschaftsmalerei und die Bewegungen der Moderne erkennen (απηχήσεις της γαλλικής τοπιογραφίας και των κινημάτων του Μοντερνισμού).
Maria Filopoulou nahm neben ihren Einzelausstellungen auch an zahlreichen Gruppenausstellungen teil. Ihre Bilder werden in der Nationalgalerie (Athen), im Griechischen Parlament, im Museum der Basil & Elise Goulandris Foundation, im Frissiras Museum, in der Kouvoutsakis Pinakothek sowie in anderen privaten Museen und Sammlungen gezeigt.

## Einzelausstellungen (Auswahl)
- 1990: Galerie Ora, Athen
- 1991: Galerie Eonnet-Dupuy, Paris
- 1993, 1996 und 1999: Galerie Zoumboulakis, Athen
- 1994: Galerie Terracotta, Thessaloniki
- 1997: Galerie Flak, Paris
- 2004 und 2005: Galerie Ariel Sibony, Paris
- 2004: Galerie CK Art, Nikosia, Zypern
- 2005: Ariel Sibony Galerie, Paris
- 2006: Galerie Millenia Fine Art (Time Warner), New York
- 2009: Retrospektive “Ermoupoleia”, Pinakothek der Kykladen, Syros
- 2011: „Wasser“ in der Galerie Zoumboulaki, Athen
- 2013: „Instinct of Water“ in der Belgravia Gallery, London
- 2014: Su Tesvikiye Sanat Galerisi, Istanbul
- 2016: „Das Gegenteil von Wasser“, Galerie Dutko, Ile Saint Louis, Paris
- 2020: „Persönliche Paradiese,“ 16 Fokionos Negri, Athen
- 2025: „Freiheit“, Nationalgalerie von Athen, Niederlassung von Nafplio